# بتی کراکر
بتی کراکر (به انگلیسی: Betty Crocker) یک نام تجاری و شخصیت خیالی می‌باشد که در کارزارهای تبلیغاتی برای غذا و دستور پخت استفاده می‌شود.

## ایجاد

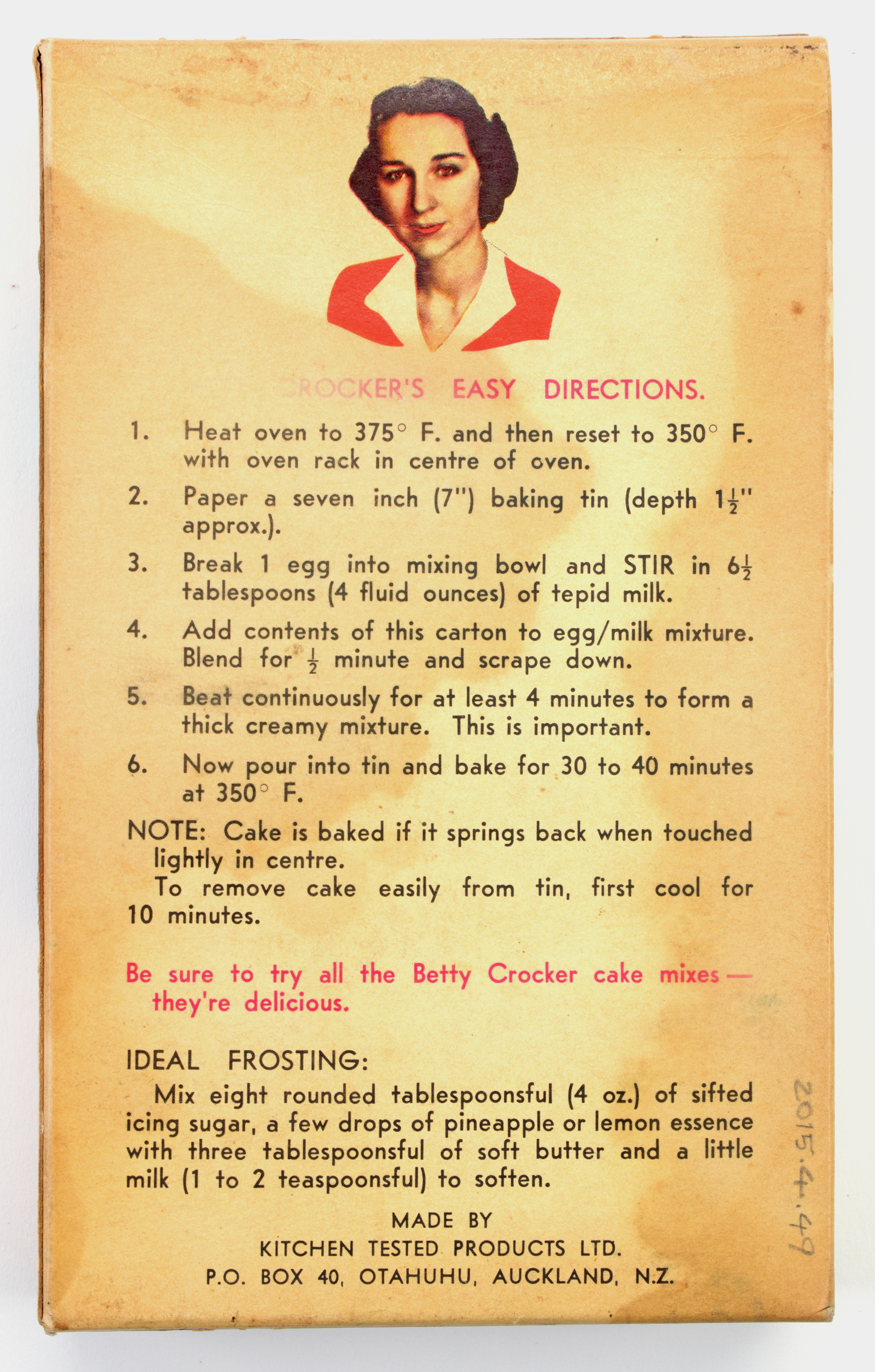
تصویر بتی کراکر در پشت جعبه کیک آناناسی، نیو زیلند، دهه ۱۹۴۰–۷۰

بتی کراکر در سال ۱۹۲۱ توسط واش‌بورن کراسبی و مدیر تبلیغات بروس بارتون ایجاد شد. کراکر بر اساس یک سو-شف از کالج فرانکلین، جایی‌که بارتون در مدرسه تحصیل می‌کرد، ساخته شده بود که برای کافه‌تریا غذاهای خوشمزه و البته تا حدودی خشک می‌پخت. تحت نظارت مارجوری هوسته، شکل بتی کراکر تبدیل به «زئوس» جنرال میلز شد، در سال ۱۹۲۸ واش‌بورن کراسبی با سایر شرکت‌های آسیاب ادغام شد و جنرال میلز را تشکیل داد.